# World Abilitysport Games
Les World Abilitysport Games (connus sous le nom de IWAS World Games avant 2023) sont un événement multisports parasportif destiné aux athlètes en fauteuil roulant ou amputés. Organisés par la Fédération internationale des sports en fauteuil et pour amputés (anciennement IWAS), les Jeux succèdent aux Jeux originaux de Stoke Mandeville fondés en 1948 par Ludwig Guttmann, et plus précisément aux Jeux internationaux de Stoke Mandeville, la première compétition sportive internationale pour athlètes handicapés qui s'est tenue en 1952, elle-même une année olympique, entre des athlètes britanniques et néerlandais et qui a finalement été le précurseur des Jeux paralympiques modernes.
Les éditions de 1960, 1964, 1968 et 1972 des Jeux internationaux de Stoke Mandeville se sont déroulées dans le même pays hôte que les Jeux olympiques d'été ; elles ont ensuite été reconnues rétroactivement comme étant également les quatre premiers Jeux paralympiques. L'événement a continué à être organisé chaque année, simplement sous le nom de Jeux internationaux de Stoke Mandeville (ISMG), entre les années paralympiques.
Après que les Jeux paralympiques se soient étendus pour inclure des épreuves pour des catégories de handicap autres que les fauteuils roulants, l'ISMG pour les athlètes en fauteuil roulant a continué à être organisé chaque année à Stoke Mandeville, puis dans d'autres pays, au cours de toutes les années non paralympiques.
En 2024, l'ancienne IWAS a fusionné avec la Cerebral Palsy International Sports and Recreation Association (CPISRA) pour former la fédération internationale des sports en fauteuil et pour amputés et les IWAS World Games ont été à nouveau renommés World Abilitysport Games en conséquence.

## Histoire
L'événement a été créé en 1948 sous le nom de Jeux de Stoke Mandeville par le neurologue Ludwig Guttmann, qui a organisé une compétition sportive impliquant des vétérans de la Seconde Guerre mondiale souffrant de lésions de la moelle épinière au centre de réadaptation de l'hôpital de Stoke Mandeville à Aylesbury, en Angleterre, qui se déroulait en même temps que les premiers Jeux olympiques d'après-guerre à Londres. En 1952, les Pays-Bas se joignent à l'événement, créant la première compétition sportive internationale pour les athlètes handicapés, après quoi elle est rebaptisée Jeux internationaux de Stoke Mandeville.
En 1960 et lors des années olympiques suivantes, l'ISMG a commencé à être de plus en plus souvent hébergé dans le même pays (sinon dans la même ville hôte) que leurs Jeux olympiques respectifs, toutes les autres éditions restant à Stoke Mandeville. Les Jeux furent également de plus en plus appelés « Jeux paralympiques », à l'origine en référence à la paraplégie, mais plus tard en référence officielle à un événement fonctionnant en parallèle avec le mouvement olympique. Alors que les Jeux paralympiques ont évolué pour inclure des athlètes de tous les groupes de handicap à partir de 1976, les Jeux de Stoke Mandeville ont continué à être organisés comme un événement multisports pour les athlètes en fauteuil roulant au cours des années non paralympiques. Les Jeux se déroulaient chaque année à Aylesbury sous la direction de la Fédération internationale des jeux de Stoke Mandeville (ISMGF), qui devint plus tard la Fédération internationale des sports en fauteuil roulant de Stoke Mandeville (ISMWSF).
En 2003, les Jeux ont été combinés avec une compétition pour athlètes amputés organisée par l'Organisation internationale des sports pour les handicapés (ISOD). En 2004, l'ISMWSF et l'ISOD ont fusionné pour créer la fédération internationale des sports en fauteuil et pour amputés (IWAS). Les Jeux ont ensuite été rebaptisés « Jeux mondiaux pour personnes en fauteuil roulant et pour amputés » en 2005, puis simplement « Jeux mondiaux IWAS ».
En 2024, l'ancienne IWAS a fusionné avec la Cerebral Palsy International Sports and Recreation Association (CPISRA) pour former la fédération internationale des sports en fauteuil et pour amputés.

## Jeux par année
La compétition inaugurale, initialement nommée « Jeux de Stoke Mandeville pour les paralysés » en 1948, fut simplement rebaptisée « Jeux de Stoke Mandeville » l'année suivante, avant de devenir les « Jeux internationaux de Stoke Mandeville » (ISMG) en 1952.
À partir de 1960, pendant les années des Jeux olympiques d'été, les ISMG se sont déroulés dans la même ville hôte que les Jeux olympiques d'été. Ces éditions particulières des Jeux ont été reconnues rétroactivement comme étant les quatre premiers Jeux Paralympiques . Les autres années, les Jeux se sont déroulés à Stoke Mandeville. À partir de 1976, les Jeux paralympiques ont commencé à accueillir des épreuves pour les amputés et les malvoyants ; à ce stade, les Jeux paralympiques n'étaient plus considérés comme des éditions de l'ISMG, mais l'ISMG a été interrompu pendant les années paralympiques.
| Année                                                                    | Nom                                                                             | Hôte                                 | Notes |
| Jeux de Stoke Mandeville                                                 | Jeux de Stoke Mandeville                                                        | Jeux de Stoke Mandeville             | Jeux de Stoke Mandeville |
| ------------------------------------------------------------------------ | ------------------------------------------------------------------------------- | ------------------------------------ | --- |
| 1948                                                                     | Jeux de Stoke Mandeville pour les paralysés                                     | Stoke Mandeville, Royaume-Uni        | 28 juillet 1948, tir à l'arc, 16 compétiteurs (14 hommes, 2 femmes) |
| 1949                                                                     | Jeux de Stoke Mandeville                                                        | Stoke Mandeville, Royaume-Uni        | Six équipes competed. Le basket fauteuil est introduit |
| 1950                                                                     | Jeux de Stoke Mandeville                                                        | Stoke Mandeville, Royaume-Uni        | |
| 1951                                                                     | Jeux de Stoke Mandeville                                                        | Stoke Mandeville, Royaume-Uni        | |
| Jeux internationaux de Stoke Mandeville                                  |                                                                                 |                                      | |
| 1952                                                                     | 1er Jeux internationaux de Stoke Mandeville                                     | Stoke Mandeville, Royaume-Uni        | |
| 1953                                                                     | 2e Jeux internationaux de Stoke Mandeville                                      | Stoke Mandeville, Royaume-Uni        | |
| 1954                                                                     | 3e Jeux internationaux de Stoke Mandeville                                      | Stoke Mandeville, Royaume-Uni        | |
| 1955                                                                     | 4e Jeux internationaux de Stoke Mandeville                                      | Stoke Mandeville, Royaume-Uni        | |
| 1956                                                                     | 5e Jeux internationaux de Stoke Mandeville                                      | Stoke Mandeville, Royaume-Uni        | |
| 1957                                                                     | 6e Jeux internationaux de Stoke Mandeville                                      | Stoke Mandeville, Royaume-Uni        | |
| 1958                                                                     | 7e Jeux internationaux de Stoke Mandeville                                      | Stoke Mandeville, Royaume-Uni        | |
| 1959                                                                     | 8e Jeux internationaux de Stoke Mandeville                                      | Stoke Mandeville, Royaume-Uni        | |
| Jeux internationaux de Stoke Mandeville et Jeux paralympiques combinés   |                                                                                 |                                      | |
| 1960                                                                     | 9e Jeux internationaux de Stoke Mandeville et Jeux paralympiques de 1960        | Rome, Italie                         | 400 compétiteurs de 23 pays dans 8 sports. Première édition en dehors du Royaume-Uni, dans la même ville que les Jeux olympiques. |
| 1961                                                                     | 10e Jeux internationaux de Stoke Mandeville                                     | Stoke Mandeville, Royaume-Uni        | |
| 1962                                                                     | 11e Jeux internationaux de Stoke Mandeville                                     | Stoke Mandeville, Royaume-Uni        | |
| 1963                                                                     | 12e Jeux internationaux de Stoke Mandeville                                     | Stoke Mandeville, Royaume-Uni        | |
| 1964                                                                     | 13e Jeux internationaux de Stoke Mandeville et Jeux paralympiques de 1964       | Tokyo, Japon                         | Second Jeux paralympiques |
| 1965                                                                     | 14e Jeux internationaux de Stoke Mandeville                                     | Stoke Mandeville, Royaume-Uni        | |
| 1966                                                                     | 15e Jeux internationaux de Stoke Mandeville                                     | Stoke Mandeville, Royaume-Uni        | |
| 1967                                                                     | 16e Jeux internationaux de Stoke Mandeville                                     | Stoke Mandeville, Royaume-Uni        | |
| 1968                                                                     | 17e Jeux internationaux de Stoke Mandeville et Jeux paralympiques de 1968       | Tel Aviv, Israël                     | Troisième Jeux paralympiques. Première édition en dehors de la ville hôte des Jeux olympiques. |
| 1969                                                                     | 18e Jeux internationaux de Stoke Mandeville                                     | Stoke Mandeville, Royaume-Uni        | |
| 1970                                                                     | 19e Jeux internationaux de Stoke Mandeville                                     | Stoke Mandeville, Royaume-Uni        | |
| 1971                                                                     | 20e Jeux internationaux de Stoke Mandeville                                     | Stoke Mandeville, Royaume-Uni        | |
| 1972                                                                     | Jeux paralympiques d'été de 1972 et 21e Jeux internationaux de Stoke Mandeville | Heidelberg, Allemagne de l'Ouest     | Quatrième Jeux paralympiques, première édition où le titre Jeux paralympiques prend le dessus. Dernière édition servant à la fois de Jeux internationaux de Stoke Mandeville et Jeux paralympiques.                                                      |
| 1973                                                                     | 22e Jeux internationaux de Stoke Mandeville                                     | Stoke Mandeville, Royaume-Uni        | |
| 1974                                                                     | 23e Jeux internationaux de Stoke Mandeville                                     | Stoke Mandeville, Royaume-Uni        | |
| 1975                                                                     | 24e Jeux internationaux de Stoke Mandeville                                     | Stoke Mandeville, Royaume-Uni        | |
| Jeux paralympiques et Jeux internationaux de Stoke Mandeville divergent. |                                                                                 |                                      | |
| 1976                                                                     | Pas de Jeux                                                                     | Pas de Jeux                          | Jeux paralympiques d'été de 1976 à Toronto |
| 1977                                                                     | 25e Jeux internationaux de Stoke Mandeville                                     | Stoke Mandeville, Royaume-Uni        | |
| 1978                                                                     | 26e Jeux internationaux de Stoke Mandeville                                     | Stoke Mandeville, Royaume-Uni        | |
| 1979                                                                     | 27e Jeux internationaux de Stoke Mandeville                                     | Stoke Mandeville, Royaume-Uni        | |
| 1980                                                                     | Pas de Jeux                                                                     | Pas de Jeux                          | Jeux paralympiques d'été de 1980 à Arnhem |
| 1981                                                                     | 28e Jeux internationaux de Stoke Mandeville                                     | Stoke Mandeville, Royaume-Uni        | |
| 1982                                                                     | 29e Jeux internationaux de Stoke Mandeville                                     | Stoke Mandeville, Royaume-Uni        | |
| 1983                                                                     | 30e Jeux internationaux de Stoke Mandeville                                     | Stoke Mandeville, Royaume-Uni        | |
| 1984                                                                     | Pas de Jeux                                                                     | Pas de Jeux                          | Jeux paralympiques d'été de 1984 à New York et Stoke Mandeville |
| 1985                                                                     | 31e Jeux internationaux de Stoke Mandeville                                     | Stoke Mandeville, Royaume-Uni        | |
| 1986                                                                     | 32e Jeux internationaux de Stoke Mandeville                                     | Stoke Mandeville, Royaume-Uni        | |
| 1987                                                                     | 33e Jeux internationaux de Stoke Mandeville                                     | Stoke Mandeville, Royaume-Uni        | |
| 1988                                                                     | Pas de Jeux                                                                     | Pas de Jeux                          | Jeux paralympiques d'été de 1988 à Séoul. À partir de cette édition, Jeux paralympiques se tiennent dans la même ville que celle des Jeux olympiques. |
| 1989                                                                     | 34e Jeux internationaux de Stoke Mandeville                                     | Stoke Mandeville, Royaume-Uni        | |
| 1990                                                                     | 35e Jeux internationaux de Stoke Mandeville                                     | Stoke Mandeville, Royaume-Uni        | |
| 1991                                                                     | 36e Jeux internationaux de Stoke Mandeville                                     | Stoke Mandeville, Royaume-Uni        | |
| 1992                                                                     | Pas de Jeux                                                                     | Pas de Jeux                          | Jeux paralympiques d'été de 1992 à Barcelone |
| 1993                                                                     | 37e Jeux internationaux de Stoke Mandeville                                     | Stoke Mandeville, Royaume-Uni        | |
| 1994                                                                     | 38e Jeux internationaux de Stoke Mandeville                                     | Stoke Mandeville, Royaume-Uni        | |
| 1995                                                                     | 39e Jeux internationaux de Stoke Mandeville                                     | Stoke Mandeville, Royaume-Uni        | |
| 1996                                                                     | Pas de Jeux                                                                     | Pas de Jeux                          | Jeux paralympiques d'été de 1996 à Atlanta |
| World Wheelchair Games                                                   |                                                                                 |                                      | |
| 1997                                                                     | World Wheelchair Games                                                          |                                      | À partir de 1997, les Jeux internationaux de Stoke Mandeville deviennent les "World Wheelchair Games" |
| 1998                                                                     | World Wheelchair Games                                                          |                                      | |
| 1999                                                                     | World Wheelchair Games                                                          | Christchurch, Nouvelle-Zélande       | |
| 2000                                                                     | Pas de Jeux                                                                     | Pas de Jeux                          | Jeux paralympiques d'été de 2000 à Sydney. |
| 2001                                                                     | World Wheelchair Games                                                          |                                      | |
| 2002                                                                     | World Wheelchair Games                                                          |                                      | |
| 2003                                                                     | World Wheelchair Games                                                          | Christchurch, Nouvelle-Zélande       | |
| 2004                                                                     | Pas de Jeux                                                                     | Pas de Jeux                          | Jeux paralympiques d'été de 2004 à Athens |
| World Wheelchair and Amputee Games                                       |                                                                                 |                                      | |
| 2005                                                                     | World Wheelchair and Amputee Games                                              | Rio de Janeiro, Brésil               | Renommé "World Wheelchair and Amputee Games" Plus de 700 athletes de 44 nations. Cinq événements events: athlétisme, tennis de table, tir à l'arc, tir et billards.                                                                                      |
| 2006                                                                     | World Wheelchair and Amputee Games                                              | Bangalore, Karnāṭaka, Inde           | |
| 2007                                                                     | World Wheelchair and Amputee Games                                              | Taipei, Taïwan                       | |
| 2008                                                                     | Pas de Jeux                                                                     | Pas de Jeux                          | Jeux paralympiques d'été de 2008 à Pékin |
| IWAS World Games                                                         |                                                                                 |                                      | |
| 2009                                                                     | IWAS World Games                                                                | Bangalore, Karnāṭaka, Inde           | Renommé les IWAS World Games. |
| 2010                                                                     | Pas de Jeux                                                                     | Pas de Jeux                          | IWAS World Games deviennent biannuels à partir de 2010. |
| 2011                                                                     | IWAS World Games                                                                | Sharjah, Émirats arabes unis         | 1–10 décembre, 2011 |
| 2012                                                                     | Pas de Jeux                                                                     | Pas de Jeux                          | Jeux paralympiques d'été de 2012 à Londres |
| 2013                                                                     | IWAS World Games                                                                | Stadskanaal, Pays-Bas                | |
| 2014                                                                     | Pas de Jeux                                                                     | Pas de Jeux                          | |
| 2015                                                                     | IWAS World Games                                                                | Sotchi, Russie                       | |
| 2016                                                                     | Pas de Jeux                                                                     | Pas de Jeux                          | Jeux paralympiques d'été de 2016 à Rio de Janeiro |
| 2017                                                                     | IWAS World Games                                                                | Vila Real de Santo António, Portugal | |
| 2018                                                                     | Pas de Jeux                                                                     | Pas de Jeux                          | |
| 2019                                                                     | IWAS World Games                                                                | Sharjah, Émirats arabes unis         | Les IWAS World Games reviennent à un cycle annuel |
| 2020                                                                     | IWAS World Games                                                                | Nakhon Ratchasima, Thaïlande         | Annulé à cause de la pandémie de Covid-19 |
| 2021                                                                     | IWAS World Games                                                                | Vila Real de Santo António, Portugal | Annulé à cause de la pandémie de Covid-19 Voir aussi Jeux paralympiques d'été de 2020 à Tokyo. |
| 2022                                                                     | IWAS World Games                                                                | Vila Real de Santo António, Portugal | Prévu à l'otigine à Sotchi, IWAS annule l'événement en mars 2022 en réponse à l'invasion de l'Ukraine par la Russie, et bannit les athlètes russes et bielorusses Les jeux sont relocalisés à Vila Real de Santo António, Portugal, ville prévue en 2021 |
| World Abilitysport Games                                                 |                                                                                 |                                      | |
| 2023                                                                     | World Abilitysport Games                                                        | Nakhon Ratchasima, Thaïlande,        | Renommé "World Abilitysport Games" après fusion entre IWAS et Cerebral Palsy International Sports and Recreation Association (CPISRA). |
| 2024                                                                     | Pas de Jeux                                                                     | Pas de Jeux                          | Jeux paralympiques d'été de 2024 à Paris |